# Silkerode
Silkerode là một đô thị thuộc huyện Eichsfeld nước Đức. Đô thị này có diện tích 10,96 km², dân số thời điểm 31 tháng 12 năm 2006 là 432 người.